# Hypotermi
Hypotermi innebär att kroppstemperaturen är för låg.
När kroppstemperaturen börjar sjunka försvarar sig kroppen genom att minska blodförsörjningen till huden samt genom att öka värmeproduktionen genom att huttra. Dessa mekanismer är väldigt energikrävande och kan därför inte upprätthållas hur länge som helst. Till slut börjar även temperaturen inne i kroppen att sjunka.
Hypotermi kan uppstå som följd av yttre orsaker, såsom en kylig vistelsemiljö. Alkohol och andra droger som hindrar att blodkärlen drar ihop sig, kan göra att hypotermi lättare uppstår. Hypotermi kan också uppstå i anslutning till undernäring, utmattning, hjärnskada, och vid nedsatt förmåga att producera hormon från sköldkörteln eller binjurarna (vid exempelvis addisons sjukdom).
Äldre personer och små barn är känsligare då de har mindre kompensationsmöjligheter och blir därför lättare utsatta för hypotermi. Symtomen kan ha en stor variation beroende på individen och tillstånd, därför är det svårt att exakt mäta klassifikationsgraden personen är i, även för sjukvården
Vid vissa tillstånd används hypotermi terapeutiskt inom sjukvården, se hypotermibehandling.

## Klassifikationsgrader
Nedkylning delas in i tre svårighetsgrader utifrån kroppstemperaturen, men då denna är mycket svår att mäta hos nedkylda personer utanför sjukhus är det viktigt att gå efter symptomen.   

### Mild hypotermi (32–35 °C)
Förhöjd puls, blodtryck samt andningsfrekvens och huden är kall. Huttning och förvirring kan förekomma, men vakenhetsgraden kan vara normal.  

### Måttlig hypotermi (28–32 °C)
Sjunkande puls och blodtryck, blek hud och lägre andningsfrekvens, för energidepåerna börjat ta slut. Medvetandet sjunker, huttningar tystas och paradoxal avklädning kan uppstå.  

### Svår hypotermi (Under 28 °C)
Personen är medvetslös och det kan vara svårt att mäta några livstecken över huvud taget.

## Allmän omvårdnad
Personen skall hanteras varsamt, utan att gnugga huden, och skyddas från yttre faktorer för att undvika ytterligare skada, till exempel genom att svepa in denne. Varma – ej heta – drycker, gärna med socker i, är bra om personen kan dricka själv. Aktiv uppvärmning kan ske med värmeflaskor eller för syftet producerade heat packs. Alla som behöver yttre hjälp att värma sig bör evakueras.